# Pseudobulweria
Pseudobulweria – rodzaj ptaków z rodziny burzykowatych (Procellariidae).

## Zasięg występowania
Rodzaj obejmuje gatunki występujące na Oceanie Indyjskim i Spokojnym.

## Morfologia
Długość ciała 29–40 cm, rozpiętość skrzydeł 73–88 cm; masa ciała 120–406 g.

## Systematyka

### Etymologia
Pseudobulweria: gr. ψευδος pseudos „fałszywy”; rodzaj Bulweria Bonaparte, 1843 (tajfunnik).

### Podział systematyczny
Do rodzaju należą następujące gatunki:
- Pseudobulweria aterrima (Bonaparte, 1857) – burzyk maskareński
- Pseudobulweria macgillivrayi (G.R. Gray, 1860) – burzyk fidżyjski
- Pseudobulweria rostrata (Peale, 1848) – burzyk tahitański
- Pseudobulweria becki (Murphy, 1928) – burzyk melanezyjski